# Coprosma intertexta
Coprosma intertexta là một loài thực vật có hoa trong họ Thiến thảo. Loài này được G.Simpson mô tả khoa học đầu tiên năm 1945.